# قصور جارات الدرقية
قصور جارات الدرقية أو قصور نظيرة الدرقية أو قصور الدُرَيْقات (بالإنجليزية: hypoparathyroidism)‏ هو قصور وظيفة الغدد جارات الدرقية مع نقص إنتاج الهرمون جار الدرقي. يمكن أن يؤدي هذا النقص إلى انخفاض مستويات الكالسيوم في الدم، وغالبًا ما يتسبب بشد عضلي وتشنجها أو التكزز (تقلص العضلات اللاإرادي)، والعديد من الأعراض الأخرى. يمكن أن تكون الحالة موروثة، وقد تحدث أيضًا بعد جراحة الغدة الدرقية أو الغدد جارات الدرقية، ويمكن أن تنتج أيضًا عن الأذيات المتعلقة بالجهاز المناعي بالإضافة إلى عدد من الأسباب النادرة. يشخص القصور عن طريق اختبارات الدم، وغيرها من الفحوصات مثل الفحوص الجينية بناء على النتائج. يعد علاج قصور الغدد جارات الدرق محدودًا نظرًا لعدم وجود شكل محدد من الهرمون يمكن إعطاؤه كتعويض. ومع ذلك، يمكن إعطاء حقنة من عقار تيريبياراتيد، ذي الاسم التجاري فورتيو، وهو ببتيد مماثل حيويًا لهرمون جارات الدرق. يمكن أن يحسن تعويض الكالسيوم أو فيتامين د الأعراض ولكن يزيد هذا الأمر من خطر الإصابة بحصيات الكلية ومرض الكلى المزمن.

## العلامات والأعراض
تنتج الأعراض الرئيسية لقصور جارات الدرق عن انخفاض مستوى الكالسيوم في الدم، الذي يتعارض مع تقلص العضلات الطبيعي وتوصيل الأعصاب. نتيجة لذلك، قد يعاني الأشخاص المصابون بقصور جارات الدرق من المذل وحس وخز مزعج حول الفم وفي اليدين والقدمين، بالإضافة إلى تقلصات العضلات والتشنجات الشديدة المعروفة باسم «الكزاز» التي تؤثر في اليدين والقدمين. أبلغ الكثيرون أيضًا عن عدد من الأعراض الذاتية مثل التعب والصداع وآلام العظام والأرق. قد يحدث ألم بطني تشنجي. قد يظهر الفحص البدني لشخص مصاب بنقص كالسيوم الدم وجود تكزز، ولكن من الممكن أيضًا تحريض تكزز عضلات الوجه عن طريق النقر على العصب الوجهي (وهي ظاهرة تعرف باسم علامة شفوستيك) أو باستخدام سوار مقياس ضغط الدم لإعاقة تدفق الدم مؤقتًا إلى الذراع (وهي ظاهرة تعرف باسم علامة تروسو للكزاز الكامن).
يمكن أن يحدث عدد من الحالات الطبية الإسعافية لدى الأشخاص الذين يعانون من انخفاض مستويات الكالسيوم. تشمل هذه الحالات النوبات، والاضطراب الشديد في نظم القلب، وكذلك تشنج الجزء العلوي من السبل الهوائية أو الشعب الهوائية الأصغر المعروفة باسم القصيبات الهوائية (يسبب كلاهما فشلًا تنفسيًا).

## الأسباب
يمكن أن ينتج قصور الغدد جارات الدرقية عن الأسباب التالية:
- تعد إزالة أو رض الغدد جارات الدرق بسبب جراحة الغدة الدرقية (استئصال الغدة الدرقية) أو جراحة الغدد جارات الدرق (استئصال الغدد جارات الدرق) أو التدخلات الجراحية الأخرى في الجزء المركزي من الرقبة (مثل عمليات الحنجرة و/أو البلعوم) سببًا معروفًا. وهو السبب الأكثر شيوعًا لقصور جارات الدرق. على الرغم من أن الجراحين يحاولون عمومًا تجنب الغدد جارات الدرق الطبيعية خلال الجراحة، ما تزال الأذية غير المقصودة للغدد أو لترويتها شائعة. حين يحدث ذلك، قد تتوقف الغدد جارات الدرق عن العمل.
- متلازمة كيني كافي.
- يعد غزو وتدمير المناعة الذاتية أكثر الأسباب غير الجراحية شيوعًا. يمكن أن يحدث كجزء من متلازمات الغدد الصماء بالمناعية الذاتية.
- قد يؤدي داء الاصطباغ الدموي إلى تراكم الحديد وما يترتب عليه من خلل وظيفي في عدد من أجهزة الغدد الصماء، منها الغدد جارات الدرق.
- يعد غياب الغدد جارات الدرق أو خلل وظيفتها أحد مكونات متلازمة حذف 22q11 (من أسمائها الأخرى: متلازمة دي جورج، متلازمة شبرينتسين، متلازمة الحنك والقلب والوجه).
- نقص مغنيزيوم الدم.
- يؤدي خلل مستقبلات الكالسيوم إلى شكل خلقي نادر من المرض.
- مجهول السبب (السبب غير معروف)، وأحيانًا عائلي (مثل متلازمة بركات «متلازمة إتش دي آر» وهو اضطراب وراثي في النمو يؤدي إلى قصور الغدد جارات الدرق، والصمم الحسي العصبي، وأمراض الكليتين)